# Ein idealer Gatte
Ein idealer Gatte (Originaltitel: An Ideal Husband) ist eine englische Komödie aus dem Jahre 1894 von Oscar Wilde. Das Stück handelt von einer politischen Intrige und von der Ehe und der Liebe in der Londoner High Society des 19. Jahrhunderts.

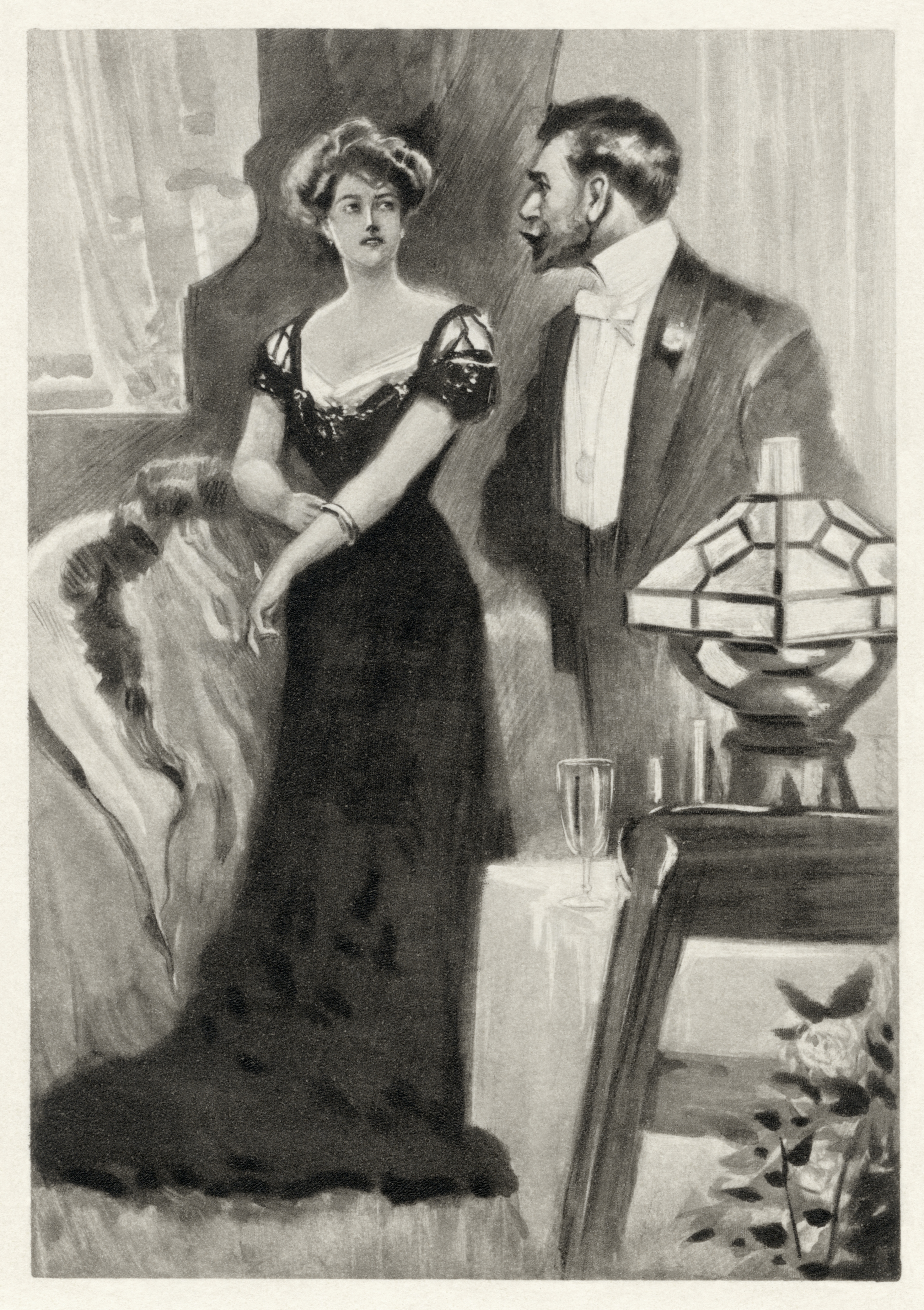
Oscar Wilde, An Ideal Husband: You brute! You coward! Original-Illustration

## Dramatis Personae
- Sir Robert Chiltern
- Lady Gertrude Chiltern, dessen Frau
- Lord Arthur Goring, Roberts bester Freund
- Lord Caversham, dessen Vater
- Miss Mabel Chiltern, Roberts Schwester
- Lady Markby
- Vicomte de Nanjac
- Mrs. Laura Cheveley
- Lady Basildon
- Mrs. Marchmont
- Mr. Montford
- Mason, Diener
- Phipps, Diener
- Harold, Diener
- James, Diener

## Handlung
Das Theaterstück spielt in London zur Zeit der Jahrhundertwende innerhalb von 24 Stunden.
Die Handlung wurde in vier Akte aufgeteilt:

### Akt I
Eine große Party findet in der Villa der Chilterns statt, zu der viele Gäste aus der Politik geladen sind. Überraschend bringt Lady Markby die in Wien lebende Mrs. Cheveley mit, die die Hausherrin, Lady Chiltern, noch aus der Schulzeit kennt und offenbar nicht mag.
Mrs. Cheveley will auf der Party Sir Robert Chiltern kennenlernen, um ihn mit seiner düsteren Vergangenheit zu konfrontieren und zu ihren Gunsten zu erpressen. Er hatte sein Vermögen durch einen Schwindel erlangt, und sie ist nun im Besitz eines Briefes, der Robert verraten würde.
Unterdessen taucht Lord Goring, ein ewiger Junggeselle und Dandy, auf der Party auf. Auch ihn verbindet eine gemeinsame Vergangenheit mit Mrs. Cheveley. Sofort flirtet er mit der jungen Mabel Chiltern, die offensichtlich in den Lord verliebt ist.
Mrs. Cheveley bedrängt Sir Robert Chiltern, ein Kanalprojekt im Parlament zu befürworten, in das sie sehr viel Geld investiert hat, obwohl es sich dabei um einen Aktienschwindel handelt. Da sie droht, Chilterns Vergangenheit öffentlich zu machen, willigt dieser ein.
Als sich die Party dem Ende zuneigt, provoziert Mrs. Cheveley Lady Chiltern, indem sie ihr berichtet, dass ihr Mann nun das Kanalprojekt unterstützt, was Lady Chiltern zuerst gar nicht glauben kann.
Lord Goring und Miss Mabel finden unterdessen eine von einem der Gäste verlorene wertvolle Diamant-Brosche, die sich zu einem Armband machen lässt; Lord Goring bittet Mabel, den Fund zunächst geheim zu halten.
Später konfrontiert Lady Chiltern ihren Mann und redet ihm die Unterstützung des Kanalprojekts wieder aus, ohne zu ahnen, dass der Mann, den sie ihr Leben lang für tadellos gehalten hatte, seine Karriere mit einem schmutzigen Geschäft begonnen hat. Indem sie ihm zu verstehen gibt, dass seine absolute moralische Integrität die Voraussetzung ihrer Liebe zu ihm ist, bringt sie ihn dazu, Mrs. Cheveley zu schreiben und die Unterstützung des Projekts abzulehnen. Sein öffentlicher Ruin scheint unabwendbar.

### Akt II
Lord Goring besucht seinen besten Freund Sir Robert Chiltern in dessen Arbeitszimmer, wo er erfährt, mit welchem Mittel Mrs. Cheveley den Politiker erpresst.
Robert hat viel Geld für wichtige Informationen aus der Regierung bekommen, mit dem er sich Macht erkauft hat, die für ihn sehr wichtig war.
Lord Goring rät seinem Freund, seiner Frau alles zu beichten und so das Schlimmste zu verhindern. Außerdem verspricht er ihm zu helfen, so gut er kann.
Später kommt auch Lady Chiltern vorbei und lässt sich ebenfalls von Lord Goring beraten, bevor er geht. Er empfiehlt ihr, ihre Ansichten zu ändern, und bereitet sie unauffällig auf Roberts Geständnis vor.
Doch dann erscheinen Lady Markby und Mrs. Cheveley, die auf der Suche nach der Brosche sind. Als die heitere Lady Markby die Frauenrunde verlässt, provoziert Mrs. Cheveley Lady Chiltern erneut und verrät ihr schließlich die ganze Sache.
Lady Chiltern stellt ihren Mann zur Rede und muss feststellen, dass ihr Weltbild zusammenbricht. Sie nimmt Abstand von Sir Robert, obwohl sie weiß, dass sie ihn noch liebt.

### Akt III
Lord Goring erhält einen auf rosarotem Papier geschriebenen Brief von Lady Chiltern, in dem sie ihn bittet, ihm zu helfen. Sie schreibt, dass sie ihm vertraue und dass sie kommen werde. Daraufhin gibt Lord Goring seinem Diener die Anweisung, eine Dame zu empfangen und sonst niemanden.
In diesem Moment taucht Lord Caversham auf, der seinen Sohn drängt, endlich zu heiraten. Lord Goring versucht ihn abzuwimmeln, doch während er mit seinem Vater im Rauchsalon ist, kommt Mrs. Cheveley herein, die der Diener fälschlicherweise für die Dame hielt, die Lord Goring erwartet. Sie wird in den Salon geführt und liest Lady Chilterns Brief, den sie für einen Liebesbrief hält und stiehlt. Ohne zu wissen, dass Mrs. Cheveley nebenan sitzt, empfängt Lord Goring nach seinem Vater nun seinen Freund Robert Chiltern. Lord Goring – leicht überfordert – glaubt, im Salon säße Lady Chiltern, und will ihr durch die Tür eine Lektion erteilen.
Als Sir Robert seine gesamte Leidensgeschichte erzählt hat, bemerkt er, dass nebenan jemand gelauscht hat. Als sich herausstellt, dass es seine Feindin Mrs. Cheveley ist, fühlt er sich von seinem Freund Goring hintergangen und verschwindet zornentbrannt.
Mrs. Cheveley will nun auch Lord Goring erpressen, indem sie anbietet, ihm den Brief zu geben, wenn er sie heiratet – sie waren vor Jahren verlobt, und sie behauptet, ihn immer noch zu lieben, obwohl die Verlobung aufgrund ihrer Untreue aufgelöst wurde. Goring wirft ihr vor, das Wort „Liebe“ zu entehren. Dass sie versucht hat, die Ehe der Chilterns zu zerstören, ist für ihn unverzeihlich und wiegt schwerer als ihr Aktienschwindel.
Schließlich erfährt Goring, dass die gefundene Brosche Mrs. Cheveley gehört, und er entlarvt sie als Diebin, da er die Brosche einst seiner Cousine geschenkt hatte. So hat er ein Druckmittel und fordert erfolgreich den Brief ein, den er sofort vernichtet.
Doch Mrs. Cheveley gibt sich nicht geschlagen und droht nun, mit dem Brief von Lady Chiltern deren Ehe endgültig zu ruinieren, indem sie ihn an Robert Chiltern schickt.

### Akt IV
Im Hause der Chilterns führt Lord Goring ein kurzes Gespräch mit seinem Vater, in dem deutlich wird, dass Robert Chiltern das betrügerische Kanalprojekt in einer gefeierten Rede abgelehnt hat und somit nicht auf Mrs. Cheveleys Erpressung eingegangen ist.
Miss Mabel Chiltern kommt herein, und Lord Goring macht ihr einen Heiratsantrag. Die beiden sind sehr glücklich, doch eigentlich war Lord Goring wegen Lady Chiltern hergekommen. Er will sie vor dem Missverständnis wegen des Briefes vorwarnen. Lady Chiltern ist bereit, ihrem Mann zu verzeihen, lehnt es jedoch ab, ihm von ihrem Gesuch um Hilfe bei Lord Goring zu erzählen, da sie dies für unmoralisch hält. Doch Robert hat den Brief bereits erhalten und denkt, dass er an ihn gerichtet ist; er hält ihn für den Beweis der Vergebung seiner Frau.
Damit scheint das Happy End nahe. Doch dann verweigert Sir Robert seinem Freund die Heirat mit seiner Schwester Mabel, da er eine Affäre zwischen Mrs. Cheveley und Lord Goring vermutet. Nun ist seine Frau gezwungen, ihm die Wahrheit über den Brief zu sagen und dass Lord Goring am Abend zuvor eigentlich sie erwartete und nicht Mrs. Cheveley.
Nachdem Lady Chiltern nun einsieht, dass sie als Frau die Pflicht hat zu vergeben, sind alle glücklich und die Liebe hat gewonnen – sowohl im Falle von Lady Chiltern und Sir Robert, der sogar befördert wird, als auch von Lord Goring und Mabel Chiltern.

## Zitate
- „Ich liebe es, über nichts zu reden. Das ist das Einzige, wovon ich etwas verstehe.“ – Lord Goring
- „Die Liebe zu sich selbst ist der Beginn einer lebenslangen Romanze“ – Lord Goring
- „Man sollte einer Frau nie etwas geben, was man nicht am Abend tragen kann“ – Mrs. Cheveley
- „Wenn wir Männer die Frau bekämen, die wir verdienen, könnte uns nichts Schlimmeres passieren.“ – Lord Goring

## Verfilmungen
Zum Stück gibt es mehrere Verfilmungen, darunter eine Neuverfilmung von Oliver Parker (siehe dazu Ein perfekter Ehemann) sowie eine deutsche Fernsehproduktion von 1966 von Franz Josef Wild und eine österreichisch-deutsche Fernsehbearbeitung von Hans Jaray von 1984.
- 1935: Ein idealer Gatte – Regie: Herbert Selpin
- 1947: Ein idealer Gatte (An ideal Husband) – Regie: Alexander Korda
- 1958: Ein idealer Gatte – Regie: Hanns Farenburg
- 1965: Ein idealer Gatte – Regie: Detlof Krüger (Fernsehfilm)
- 1966: Ein idealer Gatte – Regie: Franz Josef Wild (Fernsehfilm)
- 1969: An Ideal Husband – Regie: Rudolph Cartier (Fernsehfilm)
- 1972: Un mari idéal – Regie: Pierre Sabbagh
- 1981: Идеальный муж – Regie: Viktor Georgiev
- 1982: Un marido ideal II – Regie: Francisco Abad (Fernsehfilm)
- 1984: Ein Idealer Gatte – Regie: Hans Jaray (Fernsehfilm) ORF
- 1986: Ein idealer Gatte – Regie:	Michael Knof (Studioaufzeichnung eines Fernsehfilms)
- 1999: Ein perfekter Ehemann (An ideal Husband) – Regie: Oliver Parker
- 2000: An Ideal Husband – Regie: William P. Cartlidge
- 2002: Ideální manzel – Regie: Zdeněk Zelenka (Fernsehfilm)
- 2018: An Ideal Husband – Regie: Jonathan Church

## Ausgaben
- An Ideal Husband. London: Penguin 2018.
- Der ideale Ehemann. Deutsch von Hans Wollschläger. Zürich: Haffmanns 1986,
- Ein idealer Gatte. Komödie in vier Akten. Nachwort u. Übersetzung Rainer Kohlmayer. Stuttgart: Reclam 1986. (Reclams Universal-Bibliothek.)